# THE 6
THE 6は仙台市青葉区春日町にあるシェア型複合施設である。読み方は「ザ・シックス」である。シェアオフィス、アパートメント、ショップ、ルーフトップ、イベントスペース、シェアキッチンからなっている。

## 概要

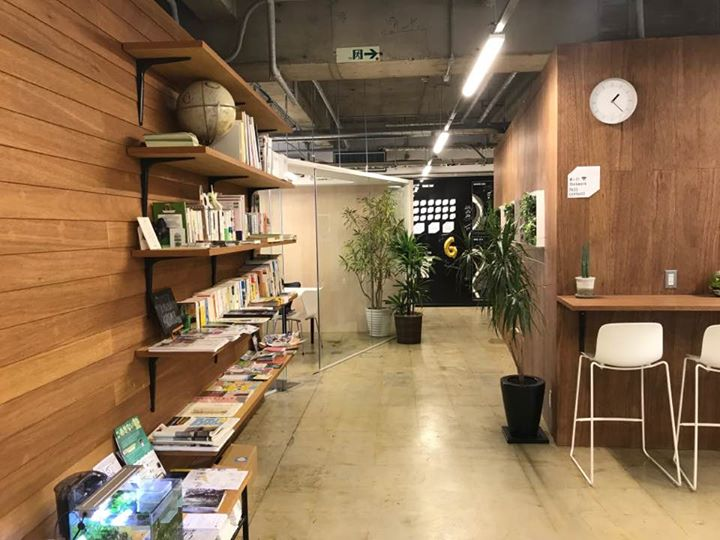
THE 6の写真

暮らす場所（1st place）、働く場所（2nd place）、その二つの中間の場所（3rd place）の機能を併せもつ空間を目指しており、施設名の「6」はそれらの数字（1、2、3）を足したり、掛け合わせたりすることで生まれる数としてつけられた。さらに東北6県をつなぐ拠点となるという願いも込められている。建設業者のエコラが運営している。利用ターゲットは、仙台在住のクリエイター、学生、仙台や東北各県を拠点とする社会人、首都圏からの出張者などである。

## 来歴
2016年5月27日にプレス向け内覧会が開催され、翌日には一般向け公開イベント「6 labo vol.01 まちライブラリーのつくり方」が開催された。同年6月6日に正式にオープンした。

## 建物の特徴
築36年の集合住宅をシェア型複合施設にリノベーションした。1階はシェアオフィスがあり、移動店舗も出店できる。2階は賃貸アパートメントが入っている。3階にはイベントスペース、4階にはショップが入っている。5階の屋上スペースは利用者に開放されている。6階にはシェアキッチンがある。

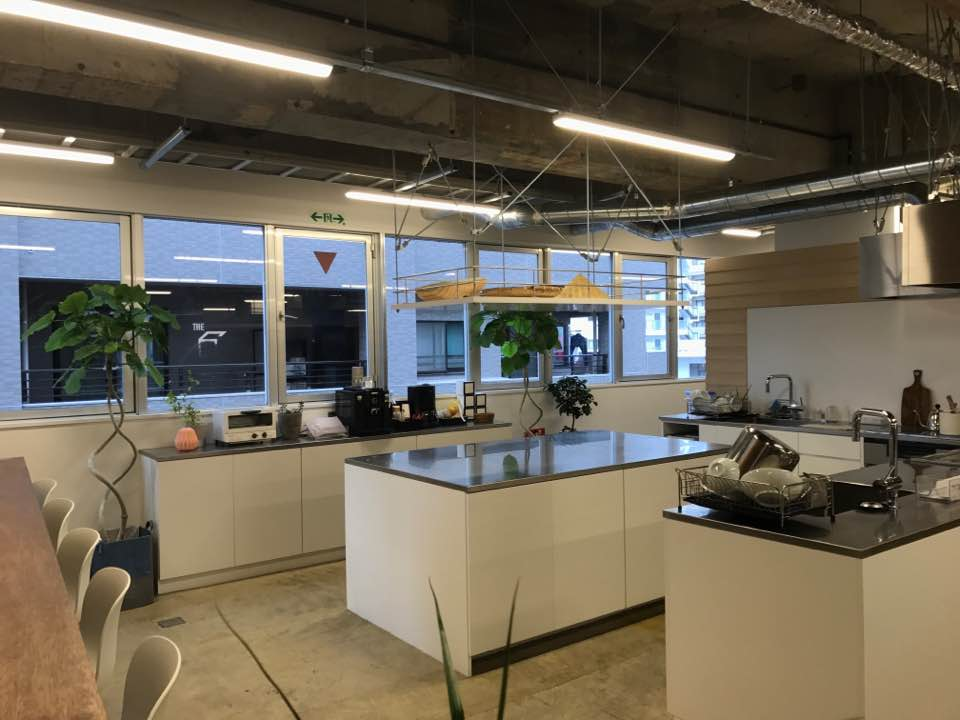
THE 6のキッチン写真

## アクセス
〒980-0821　
宮城県仙台市青葉区春日町9番15号 THE 6
仙台市地下鉄南北線「勾当台公園」駅　徒歩10分
仙台市地下鉄東西線「大町西公園」駅　徒歩12分
周辺には定禅寺通り、せんだいメディアテーク（文化複合施設）がある。